# Jaskinia Urwista na Kadzielni
Jaskinia Urwista na Kadzielni (Jaskinia Urwista) – jaskinia w Górach Świętokrzyskich. Ma dwa otwory wejściowe w południowo-zachodniej ścianie Skałki Geologów, na terenie nieczynnych kamieniołomów Kadzielnia w Kielcach, w pobliżu jaskini Komin Geologów, na wysokościach 268 i 270 m n.p.m. Długość jaskini wynosi 18 metrów, a jej deniwelacja 3 metry. W przeszłości stanowiła ona jeden system jaskiniowy z Kominem Geologów. 

Jaskinia znajduje się na terenie Rezerwatu Przyrody Kadzielnia i jest nieudostępniona turystycznie.

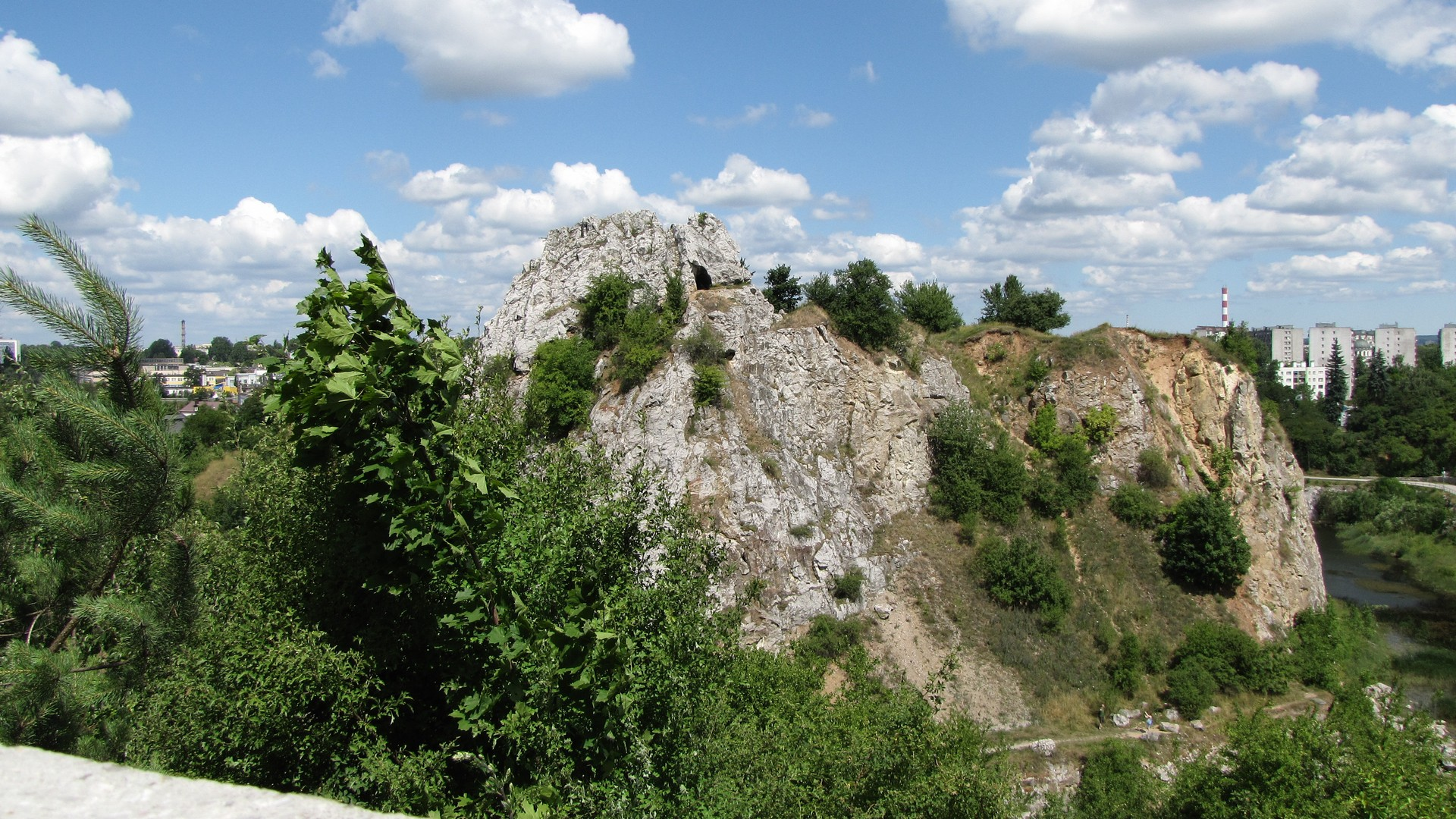
Skałka Geologów

## Opis jaskini
Jaskinię stanowi idący pod górę kilkumetrowy korytarz zaczynający się w sztucznym otworze dolnym, a kończący niewielką salką. Odchodzi z niej poziomy korytarzyk, który prowadzi do otworu górnego.

## Przyroda
W jaskini brak jest nacieków. Ściany są suche, rosną na nich mchy i porosty.

## Historia odkryć
Jaskinia została odkryta podczas prac w kamieniołomie prawdopodobnie w latach pięćdziesiątych XX wieku. Jej opis i plan sporządził A. Kasza w 1996 roku.